# Trine Skei Grande
Trine Skei Grande (Overhalla, 3 ottobre 1969) è una politica norvegese, leader del Partito Liberale dal 2010 al 2020. Ha ricoperto inoltre le funzioni di ministra della Cultura dal 2018 al 2020 e ministra dell'Istruzione e della Ricerca nei primi mesi del 2020.

## Biografia
Nata a Overhalla, figlia del fisarmonicista Helge Grande, studiò economia presso l'Università norvegese di scienza e tecnologia e successivamente scienze politiche e storia presso l'Università di Oslo. Lavorò poi come giornalista e docente.
Entrata in politica con il Partito Liberale, venne eletta deputata allo Storting nelle elezioni del 2001. Fu riconfermata nelle tornate del 2005, 2009, 2013 e 2017.
Dal 1999 fu membro del consiglio centrale del partito e dal 2000 al 2010 ne fu vicepresidente. Quando il leader Lars Sponheim annunciò le proprie dimissioni nel 2010, Trine Skei Grande venne eletta per succedergli. Sotto la sua guida, il partito incrementò il numero di seggi nelle successive elezioni.

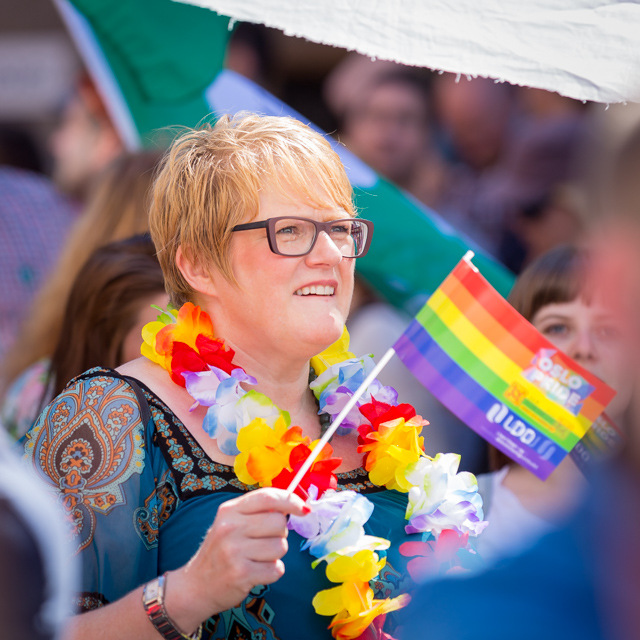
Trine Skei Grande alla parata del Pride di Oslo nel 2015.

Nel 2018, i liberali entrarono nella compagine del governo Solberg; nel rimpasto che seguì a tale alleanza, Trine Skei Grande venne nominata ministra della Cultura. Poco dopo, fu coinvolta in uno scandalo sessuale dal quale riuscì ad uscire senza conseguenze; il vicepresidente del Partito di Centro Ola Borten Moe raccontò che durante i festeggiamenti del suo matrimonio nel 2008, Trine Skei Grande, che era un'invitata, aveva avuto un rapporto sessuale con un invitato diciassettenne. La donna si difese sostenendo di non essere una predatrice sessuale, ma fece comunque discutere il parallelismo con altri scandali simili che avevano segnato la fine della carriera politica di altri colleghi. Il ragazzo, che nel frattempo aveva compiuto 26 anni, raccontò la propria versione dei fatti sostenendo che in quell'episodio si fosse trattato esclusivamente di sesso consensuale. Anni dopo, la donna definì lo scandalo come "il peggior colpo mai subito" nella sua carriera.
Trine Skei Grande restò a capo del dicastero della Cultura per i successivi due anni, finché venne nominata ministra dell'Istruzione e della Ricerca nel medesimo esecutivo. Nel marzo del 2020, appena due mesi dopo essere entrata in carica nel nuovo ruolo, annunciò pubblicamente le proprie dimissioni da ministra e leader di partito, oltre a rendere nota l'intenzione di non concorrere per un ulteriore mandato da parlamentare a settembre. Venne succeduta da Guri Melby sia nella carica ministeriale sia nel ruolo di numero uno del partito.
Nel 2024 assunse le funzioni di direttore amministrativo dell'Associazione degli Editori Norvegesi.
Membro della Norsk Kvinnesaksforening, raccolse l'eredità politica femminista di Eva Kolstad. Durante la sua carriera politica, si occupò particolarmente delle questioni relative alla parità di genere e ai diritti civili. Nel 2015 boicottò una visita in Iran della commissione Affari Esteri come segno di protesta contro la condizione femminile di oppressione nella nazione.